# Fashion Model Directory
Fashion Model Directory (FMD) ist eine Online-Datenbank über Models, Modelagenturen, Modemarken, Mode-Editorials, Modedesignern, Modezeitschriften und Fotografen.
Mit Einträgen zu 16.000 Models, 1.500 Modedesignern, 5.000 Modelabels, 3.300 Modezeitschriften, 23.000 Mode-Editorials, 1.800 Modelagenturen und über 600.000 Fotografen ist sie eine der umfassendsten Mode- und Lifestyle-bezogenen Datenbanken. Die Datensammlung enthält zu jedem Model Informationen über beispielsweise vergangene Fotoshoots und Buchungen, veröffentlichte Editorials beziehungsweise Galerien sowie weiterführende Informationen.

## Überblick
FMD startete 1998 als private Offlinesammlung von Stuart Howard. Im Jahr 2000 ging die Datenbank online und wird seitdem wöchentlich aktualisiert.
2002 überbahn Fashion One Group den Betrieb.